# Martinien de Milan
Pour les articles homonymes, voir Martinien et Martinien (saint).
Martinien de Milan, 17e évêque de Milan (423-435) est un saint des Églises chrétiennes célébré le 2 janvier par les Églises orthodoxes et localement le 29 décembre par l'Église catholique romaine. 

## Histoire et tradition
Martinien de Milan prit part au concile d'Éphèse en 431, qui affirma la maternité divine de Marie en la nommant « Mère de Dieu » (Theotokos). 
Martinien avait également écrit un livre pour réfuter Nestorius, l'archevêque de Constantinople, qui s'opposait à l'usage de ce titre. Martinien avait fait parvenir ce livre à l'empereur Théodose II.